# 鹿嶋港
茨城県鹿嶋市、神栖市にある港だとすると、もしかして
- 鹿島港

ではありませんか？